# Gymnogryllus fascipes
Gymnogryllus fascipes är en insektsart som beskrevs av Lucien Chopard 1969. Gymnogryllus fascipes ingår i släktet Gymnogryllus och familjen syrsor. Inga underarter finns listade i Catalogue of Life.